# Metzlerella
Metzlerella là một chi rêu trong họ Dicranaceae.